# Nikolai Patrușev
Nikolai Patrușev (în rusă Николай Платонович Патрушев; n. 11 iulie 1951, Leningrad, RSFS Rusă, URSS) este un politician rus, ofițer de securitate și ofițer de informații. A ocupat funcția de director al Serviciului Federal de Securitate al Rusiei (FSB), care este principala organizație succesoare a KGB-ului sovietic (cu excepția informațiilor externe), din 1999 până în 2008, și este secretarul Consiliului de Securitate al Rusiei din 2008.
Patrușev face parte din cercul interior al lui Vladimir Putin. Începând cu februarie 2022, Statele Unite au impus sancțiuni împotriva lui Patrușev în urma invaziei ruse a Ucrainei. Se zvonește că va deveni președinte interimar al Rusiei dacă Vladimir Putin va fi operat.